# أسينوفسكايا (سيسينيجا)
أسينوفسكايا (بالروسية: Ассиновская) هي مدينة في جمهورية الشيشان في روسيا. ويبلغ عدد سكانها حوالي 11061  نسمة.